# 王艮
王 艮（おう こん、成化19年（1483年）- 嘉靖20年（1541年））は、中国明代の思想家。字は汝止、号は心斎。もとの名は銀。揚州府泰州安豊場の出身。

## 生涯
製塩を生業とする家に生まれ、塩商に関係して山東に旅し、曲阜の孔廟に詣でたことが、学問をするきっかけとなったとされる。正徳15年（1520年）、王守仁（王陽明）に入門した。王守仁の没後、王畿・鄒守益・欧陽徳・聶豹・羅洪先らの同門と共に、王守仁の唱えた致良知説を継承した。
王艮の学問は、格物説に独創性を持ったもので、それは自我を至上として「独善」からの脱却を説くものであった。この場合の「独善」とは、治国平天下（国を治め天下を平らかにすること）の理想を顧みることなく、自己の修養のみにつとめる態度とされる。これに関連して、万物一体の思想も説いた。
王艮は、生涯一度も官途に就くことなく、一処士（浪人学者）として地方での講演活動に励んだ。著書に『王心斎先生集』5巻がある。
王艮の門下には、夏叟・韓貞、及び朱恕といった、富裕層とは異なる出身の学者（知識人）が生まれたが、彼等はその主だった活動場所にちなんで泰州学派（別に現成派、あるいは近代的な区分に従った左派、乃至最左派。つまり陽明門下の中で最も左よりの集団）と呼ばれた。彼等は、積極的に農・工・商の庶民層に対する教化を実践し、農閑期を選んで講学を行い、村々を経巡ったとされる。
なお泰州学派には、幾つかの意味がある。(1)陽明学内部に於いては、他の正統派の陽明門下とは区別された異端的存在として扱われた。（『明儒学案』など）これは前近代の一般的立場でもある。このような差別的な扱いを受けたのは、泰州学派は陽明学の中でも相当に偏った言動を繰り返したと見なされたことによるものである。しかし(2)近代研究に於いては、逆にこの偏りに近代思惟や反権力といったものを読み込み、ここに価値を与えようとする研究立場が生れた。この意味からするならば、泰州学派は陽明学の神髄を伝えた最重要の一派であるということになる。
泰州学派を始めとする王学左派（現成派）は、敗戦後の日本の精神風土、即ち反権力や近代思惟、庶民、被弾圧者などの概念と結びつき、明代末期にあってそれらを実践的に行ったとする歴史的役割を担わされた。このため、古典世界に於ける陽明学、特に泰州学派などの評価に於いて、前近代と近代との間に極端な乖離を生むことになった。